# Eduardo Ratinho
Pour les articles homonymes, voir Eduardo et Ratinho.
Eduardo Ratinho (né le 17 septembre 1987 à São Paulo (SP, Brésil) est un footballeur brésilien. 

## Biographie
Il fit ses débuts avec l'équipe professionnelle des Corinthians le 17 août 2005 lors d'une victoire 2-0 contre Goiás. Après un prêt de six mois à Moscou, il est prêté en janvier 2008 au Toulouse FC pour 18 mois avec option d'achat. Il repartira finalement dès l'inter-saison 2008 sans avoir disputé le moindre match officiel avec l'équipe première.